# Palaeosia fraterna
Palaeosia fraterna là một loài bướm đêm thuộc phân họ Arctiinae, họ Erebidae.